# Di-hidroartemisinina/piperaquina
Di-hidroartemisinina/piperaquina (DHA/PPQ) é uma combinação de dose fixa de medicamentos utilizados no tratamento da malária. É uma combinação de di-hidroartemisinina e piperaquina. Especificamente, é utilizado para a malária tipos P. falciparum e P. vivax. Ele é tomado por via oral.
Efeitos secundários são incomuns. Preocupações incluem a possibilidade de prolongamento QT. Existem versões que estão disponíveis para uso em crianças. O seu uso no início da gravidez não é recomendado. Os dois medicamentos trabalham através de mecanismos diferentes.
Di-hidroartemisinina/piperaquina foi aprovada para o uso médico na Europa em 2011. Faz parte da Lista de Medicamentos Essenciais da Organização Mundial da Saúde, uma lista dos mais eficazes e seguros medicamentos que são necessários em um sistema de saúde. Apesar de estar disponível por cerca de 6 dólares por curso de tratamento, estão em curso esforços desde 2010 para trazer o preço para baixo de um dólar por curso. Está disponível comercialmente em África e na Ásia. Ela tem sido usada para tratar mais de 4,5 milhões de pessoas a partir de 2017.